# زمین‌لرزه ۲۰۱۰ اورکا
زمین‌لرزه اورکا  در تاریخ ۹ ژانویه ۲۰۱۰ میلادی، برابر با ‎۱۹ دی ۱۳۸۸، ساعت ۱۶:۲۷:۳۸ به زمان یوتی‌سی در کالیفرنیا ، منطقه شهرستان هومبولت رخ داد.ژرفای این زلزله ۲۱٫۷ کیلومتر بود. بزرگی آن ۶٫۵ در مقیاس Mw بدست آمده‌است.